# Cascine di Busto Arsizio
Sul territorio comunale di Busto Arsizio risultano presenti 80 cascine, a cui si aggiungono le 36 cascine demolite.
A Busto Arsizio le prime cascine sorsero a ridosso dei tre nuclei antichi di Borsano, Sacconago e, ovviamente, Busto Arsizio; erano rare quelle localizzate in aperta campagna, che comunque sorgevano lungo le principali vie di comunicazione..
Tra il XVIII e il XIX secolo le colture presero il posto della brughiera e vennero a formarsi nuove cascine, che andarono a collocarsi principalmente nella zona nord-ovest del territorio bustese.
Le cascine più importanti che si trovavano nel catasto Teresiano nel XVIII secolo erano Cascina dei Poveri, Cascina Selvascia e Cascina Malavita nel comune di Busto Arsizio, cascina Burattana e cascina del Sole nel comune di Borsano.
Consultando invece il Catasto Cessato, nella seconda metà del XIX secolo troviamo, oltre alle già citate, le cascine Pozzi, Bordiga, Brusona, Gorla, Selvascia, Rondanina, Palazietta, Rossi, Cassinetta, Bosone, Cattabrega, Favana, Pignone, Ferrari, Maestrona, Bonsignori, Grande, Bonsciora, Malpensa, Novella, Magnaghi e le due cascine Cabianca (est e ovest) nel comune di Busto Arsizio e cascina Casarzò, Borsa, Speranza e Borghetto a Sacconago.
Tra la fine del XIX e l'inizio del XX secolo vennero edificate centinaia di case rurali poste all'esterno nel nucleo edificato. Con l'espansione del centro urbanizzato in seguito all'industrializzazione, questi edifici vennero assorbiti dall'abitato e cambiarono destinazione d'uso, trasformandosi in residenze operaie.

## Tipologie edilizie
Nel Bustese sono due le tipologie di edifici rurali predominanti: semplice, costituita da un unico corpo di fabbrica che ospitava le varie funzioni della cascina, e complessa, ovvero un agglomerato di edifici disposti al centro del vasto fondo.
Gli edifici più presenti sul territorio sono quelli a corpo semplice, in quanto le proprietà terriere erano molto frazionate ed erano rari i casi di grandi fondi. Gli edifici di questa tipologia sono su due piani di 4÷6 metri di profondità per 12÷16 metri in lunghezza. Al piano terra si trovava un unico locale destinato ad abitazione, con funzioni di cucina e tinello, mentre al piano superiore si trovavano uno o più locali destinati a camera da letto. Non era presente una cantina, ma c'era un sottotetto agibile destinato alla conservazione delle derrate. I collegamenti verticali erano garantiti da scale che potevano essere collocate all'interno o all'esterno del fabbricato. I rustici erano solitamente adiacenti all'abitazione: stalle e deposito per gli attrezzi stavano al piano terra, mentre al primo piano trovava collocazione il fienile. Si possono trovare varianti di questa tipologia, definite "a doppio corpo": all'abitazione si addossava un portico al piano terra e una parte a loggiato al piano superiore.

## Materiali costruttivi
Come di consueto per gli edifici rurali, i materiali utilizzati per la loro costruzione provenivano dalle immediate vicinanze. Le murature erano realizzate in mattoni, in alcuni casi sostituiti da ciottoli di fiume per motivi di economicità. Le fornaci che producevano i mattoni garantivano anche la fornitura dei coppi per le coperture. La struttura portante del tetto, i solai e i ballatoi venivano costruite utilizzando il legno proveniente dai boschi di robinie che abbondano nell'Altomilanese. Al piano terra i pavimenti erano semplicemente in terra battuta (successivamente sostituita da piastrelle in cotto), mentre nelle camere da letto il pavimento era costituito da un assito ligneo. Le pareti esterne venivano intonacate grossolanamente con una malta di sabbia, calce spenta e acqua. Le scale erano inizialmente in legno, ma vennero poi sostituite da gradini in pietra.

## Le cascine

### Cascina Bernasconi
Cascina Bernasconi si colloca a meno di 300 metri a nord della chiesa di San Michele Arcangelo, uno degli insediamenti più antichi di Busto Arsizio. La cascina fu edificata tra la fine del XVIII e l'inizio del XIX secolo a forma di L. Non si hanno molte notizie fino al 1857, quando la si trova nel Catasto Cessato inserita tra due fabbricati industriali, entrambi di proprietà di Giuseppe Bernasconi. La pianta attuale presenta un corpo di fabbrica di 18×13 m con un piccolo cavedio centrale: si tratta di una soluzione insolita per un edificio rurale, ma ricorrente nelle case operaie ad alta concentrazione abitativa. Il fabbricato meridionale è stato completamente demolito, nei primi anni 2000, mentre quello settentrionale subì la stessa sorte qualche anno prima. Sulla facciata occidentale è visibile un affresco (poco leggibile) che raffigura alcuni soggetti religiosi.

### Cascina Brughetto

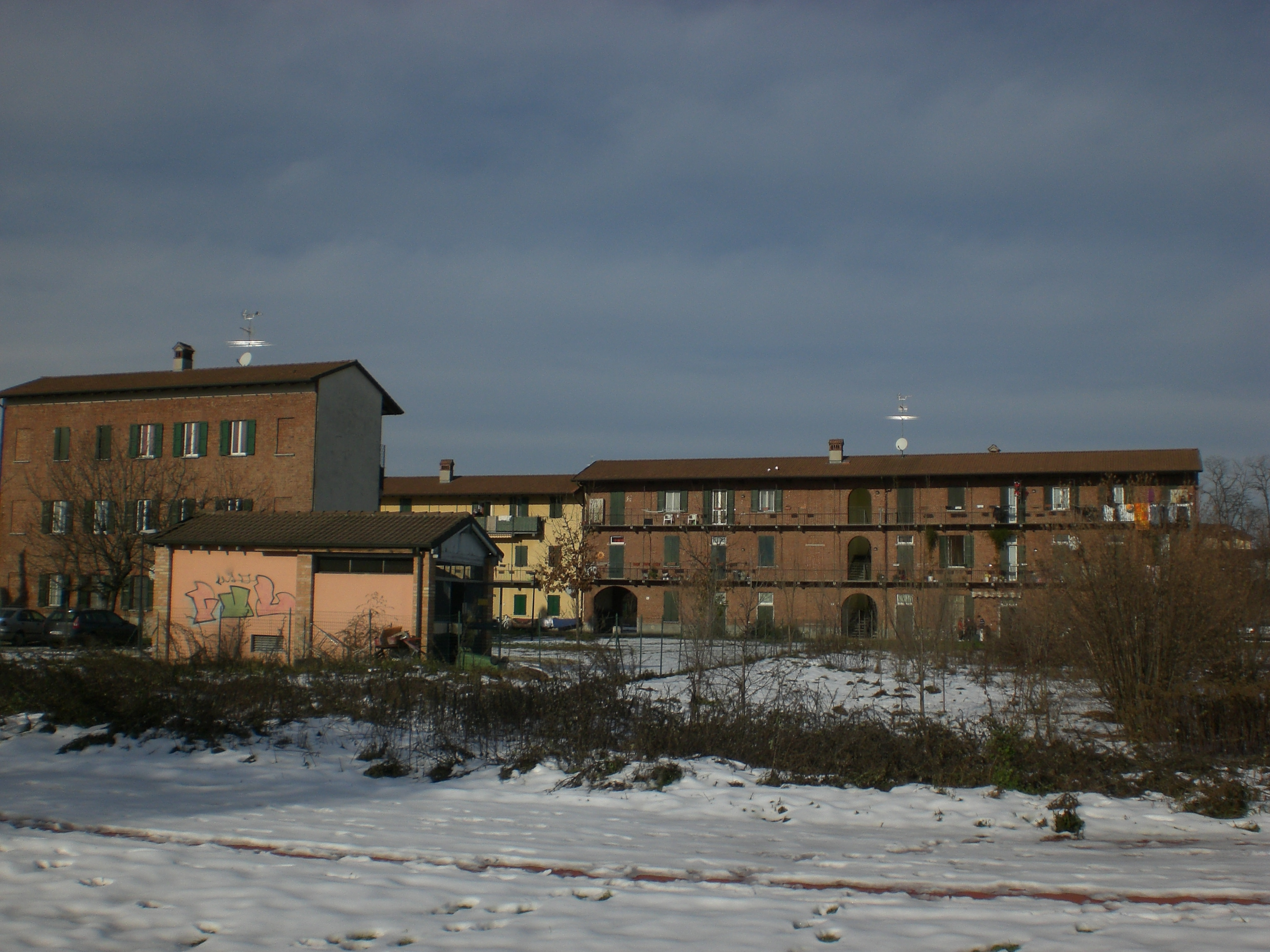
Vista della cascina Brughetto nel 2009

Cascina Brughetto (o Borghetto) apparteneva alla famiglia Rauli, presente a Busto già nel XII-XIII secolo. Nel 1740 passò di proprietà a Gilberto Ranoli e, successivamente, alla famiglia Travelli. Era una delle cascine più importanti della zona, tanto che nel 1722 venne eretto un oratorio dedicato a Sant'Eurosia, demolito nel 1952. Fu addirittura comune autonomo fino al 1730, anno in cui fu inglobato dall'allora comune di Sacconago.
Era una cascina a corte chiusa e aveva due coppie simmetriche di scale esterne collocate ai lati dei due accessi alla corte. La sua funzione agricola è rimasta attiva fino agli anni 1970, quando venne acquisita dal comune. Passata in proprietà ad ALER, dal 1997 è stata interessata da una serie di interventi di ristrutturazione che hanno portato lo smantellamento di gran parte degli antichi fabbricati. Dell'originale fabbricato rimane solo un blocco che comprende l'androne d'ingresso.

### Cascina Burattana

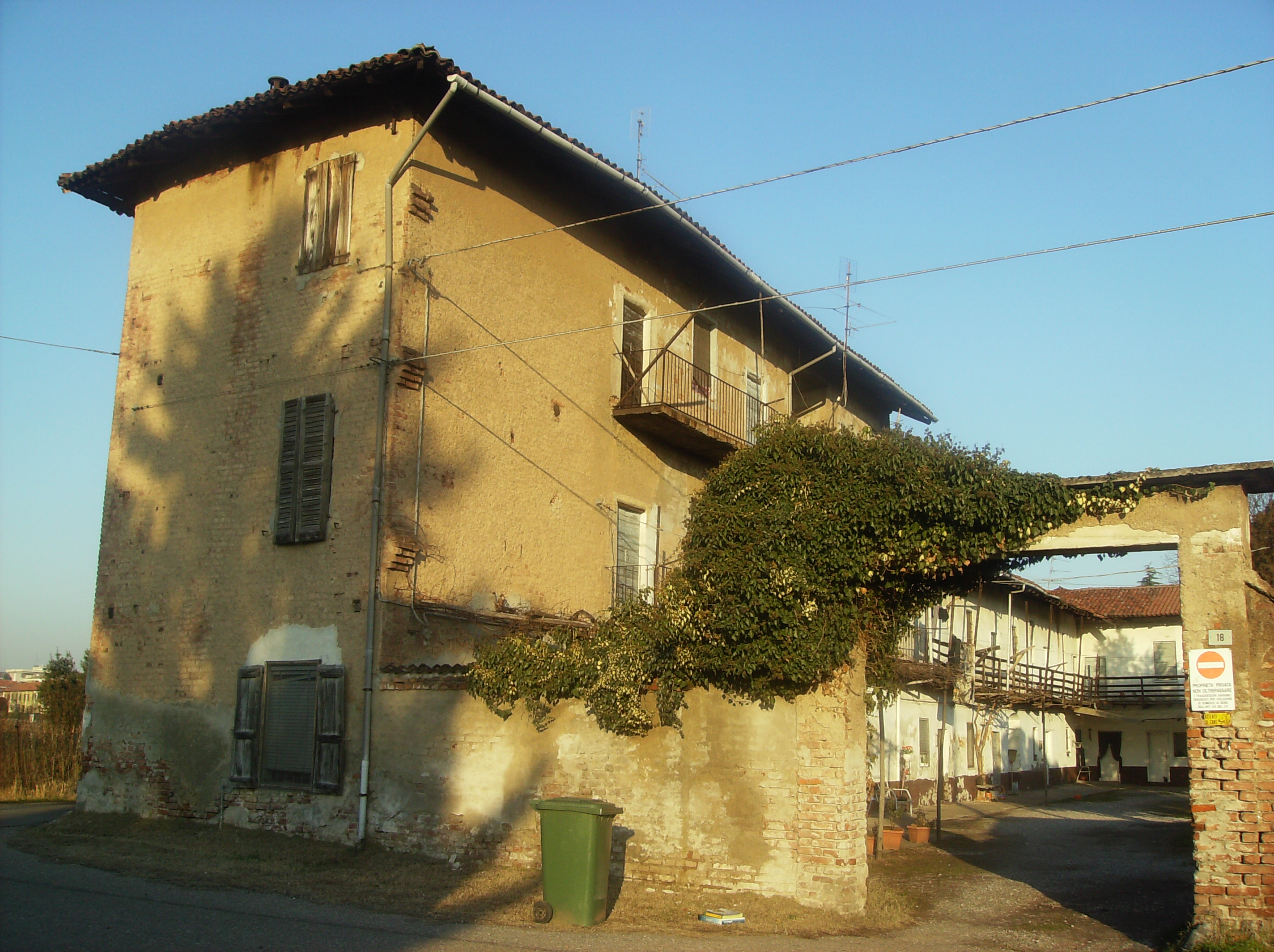
L'ingresso della cascina Burattana nel 2008

Situata nel territorio della frazione di Borsano, risale probabilmente a prima del XVII secolo, in quanto un affresco un tempo collocato su una parete dell'edificio (oggi asportato) riporta la data XVII secolo. Era circondata da vigneti e possedeva un orto di oltre 1000 m²; la strada che la collegava al centro di Borsano era costeggiata da filari di gelsi.
Agli inizi del 1700 la conformazione della cascina era a corte aperta, ovvero con edifici disposti a C, con la parte aperta rivolta a sud-ovest. A nord e a est si trovavano le abitazioni, mentre il corpo meridionale era occupato quasi interamente da stalla e fienile.
Originariamente di proprietà di un certo Cristoforo Turati, fu venduta nel XIX secolo ai fratelli Bonomi e successivamente alla famiglia nobiliare Durini di Gorla Minore. Oggi mantiene ancora intatta la sua struttura originale, ad eccezione di alcune aggiunte realizzate in epoche successive al 1800. Negli anni novanta del secolo scorso è stata acquistata, insieme ai suoi terreni, dal comune di Busto Arsizio.

### Cascina Favana
Collocata lungo l'omonima via, ai margini della brughiera che si estendeva fino al Ticino, cascina Favana risulta avere origini antiche. Nel 1776 la cascina aveva dimensioni relativamente piccole ed era abitata da una decina di persone appartenenti alla famiglia Farioli. Nel 1857 risultava di proprietà della famiglia Lualdi e appariva come un complesso a corte chiusa con il lato prospiciente alla strada, prolungato verso ovest. Nel corso del XX secolo la cascina fu ulteriormente ampliata, e vennero a crearsi due corti chiuse adiacenti: quella a ovest era destinata a edifici di servizio, mentre quella a est aveva funzione abitativa. La struttura odierna è pressoché rimasta invariata dalla prima impostazione ottocentesca (ad eccezione delle aggiunte sopra citate). È oggi in stato di abbandono e forte degrado.

### Cascina Lualdi Giuseppe
Questa cascina, presente nel Settecento, sorgeva a sud-est del nucleo storico di Busto Arsizio, lungo la strada detta del Borghetto (attuale via Luciano Manara); era di proprietà di tale Francesco Azimonti e passò a Giuseppe Lualdi che la ampliò aggiungendo un lungo corpo verso est. Nei primi nel XX secolo l'edificio presentava una corte chiusa e occupava una superficie di circa 2000 m². Successivamente Luigi Colombo acquistò la proprietà e i terreni circostanti, sostituendo la funzione agricola con quella industriale, in quanto impiantò qui la tessitura Colombo. La cascina venne demolita e al suo posto fu edificata Casa Colombo, progettata in stile Liberty dall'architetto Silvio Gambini. Oggi la villa è di proprietà comunale.

### Cascina Malavita

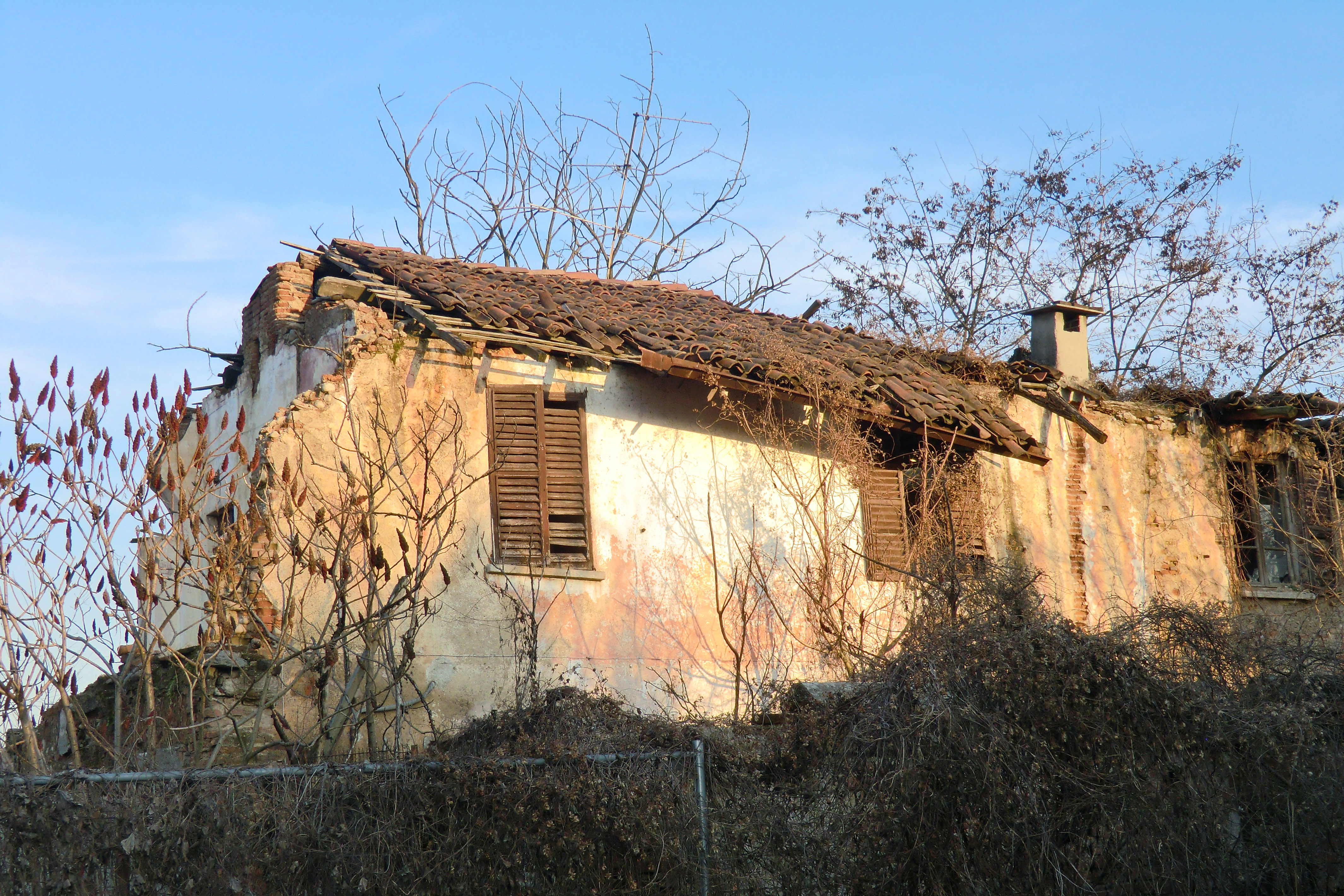
I ruderi della cascina Malavita

La cascina Malavita (che successivamente assunse la denominazione di Ama la Vita), era tra le cascine ottocentesche più importanti di Busto Arsizio. È collocata a nord-ovest del territorio comunale, molto vicino a Cascina Tangitt, località del comune di Samarate. Nel 1776 era abitata dalle famiglie di Antonio Pisano e di Carlo Cassano, per un totale di dieci persone. Era costituita da edifici disposti a C che andavano a formare una corte quadrata di circa 400 m². Nella seconda metà del XX secolo venne abbandonata e successivamente in parte demolita. Oggi sono ancora visibili due corpi paralleli che si sviluppano da nord a sud e che risalgono in parte alla prima metà del XIX secolo.

### Cascina dei Poveri

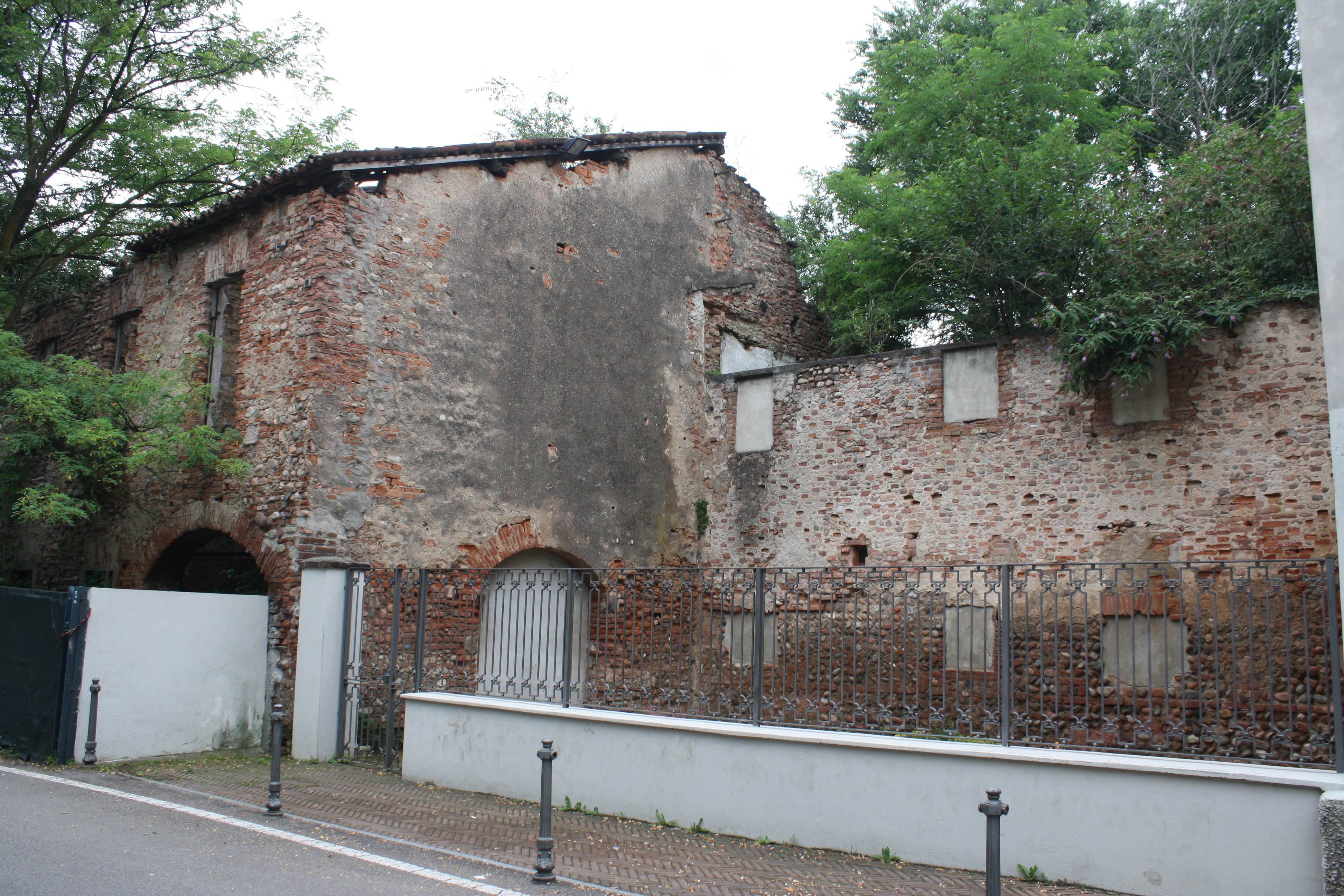
Parte della cascina dei Poveri prospiciente all'omonima via

Questa cascina ha origini medievali e sorge lungo l'antica Strata de Mediolano (oggi Statale del Sempione), nell'area nord di Busto Arsizio. Nel 1427 presso la Cascina nacque la beata Giuliana Puricelli. Nel 1663, accanto agli altri edifici, si iniziò a costruire la chiesa di San Bernardino.